# Aspergillus repens
Aspergillus repens (Corda) Sacc. – gatunek grzybów z rodziny kropidlakowatych (Aspergillaceae). Występuje powszechnie na różnego rodzaju produktach spożywczych i jest jednym z głównych gatunków pleśni biorących udział w psuciu się żywności.

## Charakterystyka
Aspergillus repens należy do organizmów umiarkowanie kserofilnych, czyli odpornych na wysokie temperatury. Jest zdolny do wzrostu w warunkach obniżonej ilości wody na podłożach, które zostały wysuszone lub zagęszczone, przy tym może rozwijać się w obecności dużej ilości rozpuszczalnych substancji stałych, takich jak sole lub cukry. Jego askospory w pewnych warunkach mogą przetrwać ogrzewanie w temperaturze 70–75 °C przez kilka minut. A. repens powoduje psucie się przechowywanych towarów (ziarna zbóż, nasiona oleiste, orzechy, przyprawy), wypieków mącznych (chleb, ciasta owocowe), karmy dla zwierząt domowych, suszonych i fermentowanych produktów mięsnych i rybnych, serów oraz produktów o wysokiej zawartości cukru, takich jak jako wyroby cukiernicze, suszone owoce, dżemy i przetwory.

## Systematyka i nazewnictwo
Pozycja w klasyfikacji według Index Fungorum: Aspergillus, Aspergillaceae, Eurotiales, Eurotiomycetidae, Eurotiomycetes, Pezizomycotina, Ascomycota, Fungi.
Takson ten po raz pierwszy opisał August Corda w 1842 r. jako odmianę Aspergillus glaucus (Aspergillus glaucus var. repens). Pier Andrea Saccardo w 1882 r. podniósł go do rangi odrębnego gatunku. Teleomorfa znana była jako Eurotium repens.
Synonimy:
- Aspergillus glaucus var. repens Corda 1842
- Aspergillus repens var. parvivesiculosus Novobr. 1972
- Aspergillus repens var. ramosus Bat. & H. Maia 1957
- Eurotium repens de Bary 1870
- Eurotium repens var. amstelodami Vuill. 1920
- Eurotium repens var. chevalieri Vuill. 1920
- Eurotium repens var. columnare Varshney, A.K. Sarbhoy & Chowdhry 1983
- Eurotium repens var. parvivesiculosum (Novobr.) Bilaĭ & Koval 1988
- Pyrobolus repens (de Bary) Kuntze 1891